# Gare de Sequedin
La gare de Sequedin est une gare ferroviaire française de la ligne d'Haubourdin à Saint-André, située sur le territoire de la commune de Sequedin dans le département du Nord, en région Hauts-de-France.

## Situation ferroviaire
Établie à 23 mètres d'altitude, la gare de Sequedin est située au point kilométrique (PK) 14,491 de la ligne d'Haubourdin à Saint-André.

## Histoire
En janvier 1911, une femme meurt décapitée en gare de Sequedin après avoir tenté de descendre d'un train qui était en cours de décélération.
La ligne d'Haubourdin à Saint-André n'est plus exploitée pour le trafic voyageurs mais reste en service pour le fret. Le bâtiment voyageurs a été racheté par la commune de Sequedin.